# Clifford Irving
Clifford Michael Irving (Manhattan, Nova Iorque, 5 de novembro de 1930 - 19 de Dezembro de 2017) foi um escritor norte-americano. Na década de 70, Clifford tornou-se famoso ao publicar uma "autobiografia autorizada" do milionário Howard Hughes, uma das mais intrigantes farsas do século XX.

## Vida e Obra
Irving foi criado na cidade de Nova York por seus pais, Dorothy e Jay Irving. Graduou-se em 1947 na Manhattan's High School of Music and Art.

## O Filme
Em julho de 2005 foram feitas as gravações do filme O Vigarista do Ano (título original: The Hoax), em Porto Rico e Nova York, apresentando Richard Gere no papel de Clifford Irving. O próprio Irving disse o seguinte sobre o projeto: "Não tenho nada a ver com este filme, e ele tem muito pouco a ver comigo." Contra sua vontade, seu nome apareceu nos créditos do longa como "consultor técnico."

## Obras
- On a Darkling Plain (1956)
- The Losers (1958)
- The Valley (1960)
- The 38th Floor (1965)
- The Battle of Jerusalem (1967)
- Spy (1968)
- Fake! The Story of Elmyr de Hory, the Greatest Art Forger of Our Time (1969)
- Autobiography of Howard Hughes (1971)
- The Death Freak (1976)
- The Sleeping Spy (1979)
- The Hoax (1981)
- Tom Mix and Pancho Villa (1981)
- The Angel of Zin (1983)
- Daddy's Girl (1985)
- Trial (1987)
- Final Argument (1990)
- The Spring (1995)
- Phantom Rosebuds (2008)